# Valle Varaita
Het Valle Varaita is een bergdal in de Noord-Italiaanse regio Piëmont (provincie Cuneo). 
De vallei is uitgesleten door de rivier de Varaita die ontspringt op de zuidelijke helling van de Monte Aiguillette (3298 m) en nabij Casalgrasso samenstroomt met de Po. Het Valle Varaita opent zich bij Costigliole Saluzzo in de Povlakte en loopt uit op de 2748 meter hoge Colle dell'Agnello die de grens met Frankrijk vormt. Het belangrijkste zijdal is het Valle Bellino.
Tot de bergen die het dal omgeven behoort de Monviso. Deze 3841 meter hoge top is al vanuit de verte herkenbaar vanwege zijn markante piramidevorm. Andere belangrijke toppen zijn de Pain de Sucre (3208 m), Pic d'Asti (3220 m) en Tête des Toillies (3175 m). De hoofdplaats van het dal is Sampeyre. Vanuit deze plaats gaat in zuidelijke richting een weg over de Sampeyrepas (2284 m) naar Stroppo in het naastgelegen Valle Maira. Achter in het dal ligt Pontechianale dat uit een aantal kleine Occitaanssprekende nederzettingen bestaat. Hier ligt het stuwmeer Lago di Castello waar gedurende de zomer op gesurft wordt. 's Winters wordt er op diverse plaatsen in het dal geskied. 

## Gemeentes in het Valle Varaita
- Venasca (1514 inw.)
- Valmala (56 inw.)
- Melle (364 inw.)
- Frassino (324 inw.)
- Sampeyre (1146 inw.)
- Casteldelfino (227 inw.)
- Bellino (179 inw.)
- Pontechianale (208 inw.)

## Hoogste bergtoppen
- Monviso (3841 m)
- Monte Salza (3326 m)
- Monte Aiguillette (3298 m)
- Pic d'Asti (3220 m)
- Pain de Sucre (3208 m)